# Zamarada scriptifasciata
Zamarada scriptifasciata är en fjärilsart som beskrevs av Walker 1862. Zamarada scriptifasciata ingår i släktet Zamarada och familjen mätare. Inga underarter finns listade i Catalogue of Life.